# The Militant
O The Militant é um semanário socialista ligado ao Partido Socialista dos Trabalhadores (em inglês:  Socialist Workers Party, SWP) e ao Pathfinder Press. É publicado nos Estados Unidos e distribuído em outros países, como Canadá, Reino Unido, Austrália, França, Suécia, Islândia e Nova Zelândia.

## Histórico de publicação

### Precursores

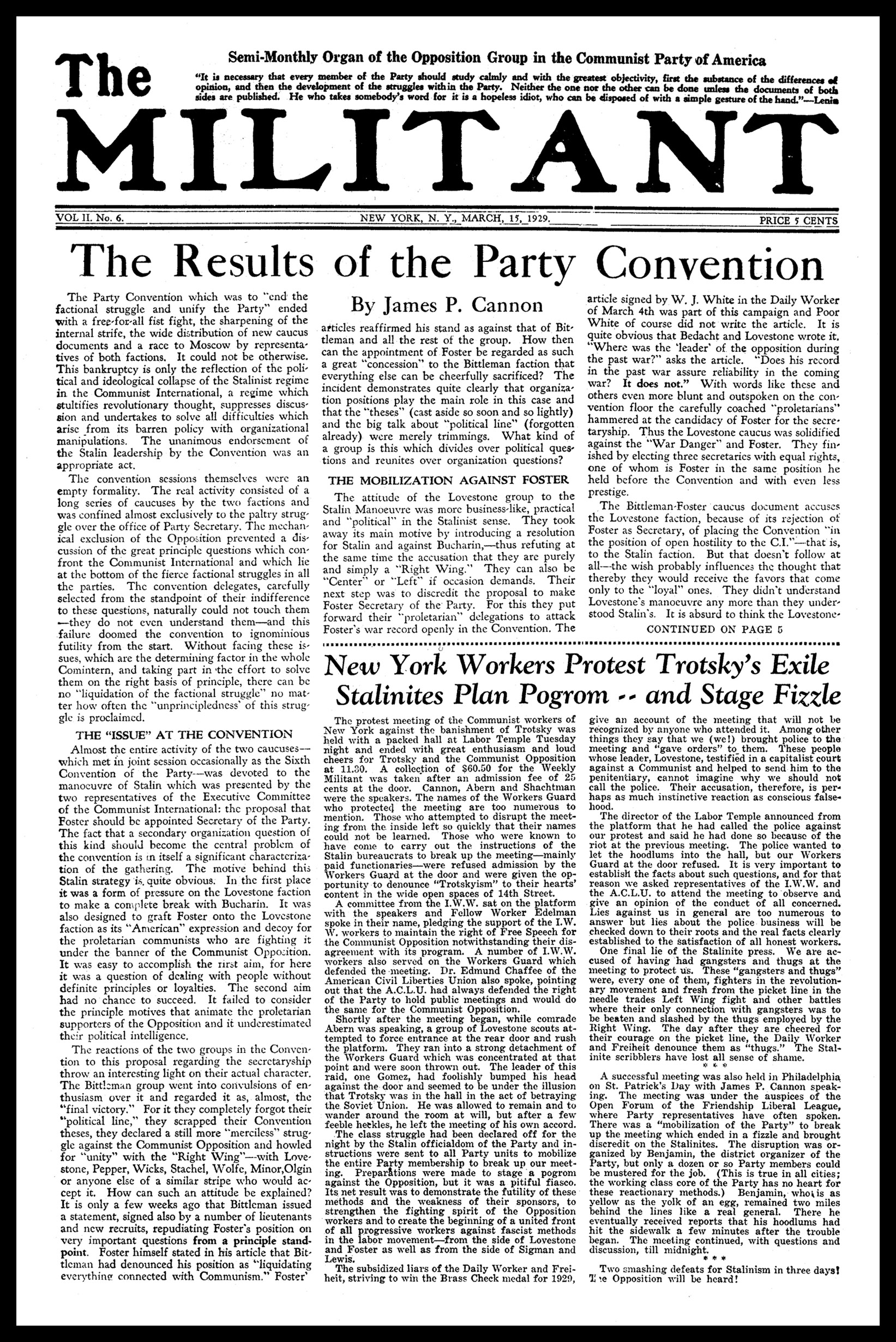
Edição de 15 de março de 1929 do The Militant.

Uma publicação anterior chamada The Militant foi lançada em novembro de 1928 por James P. Cannon e outros trotskistas americanos reunidos na Liga Comunista da América (em inglês:  Communist League of America, CLA). Declarou que seu objetivo era lutar "no interesse dos trabalhadores" contra o sistema capitalista, as guerras imperialistas e o regime stalinista na União Soviética, que, segundo os trotskistas, havia traído e corrompido a Revolução de Outubro.
O Militant original foi encerrado em 1934, na época da fusão do CLA liderado por Cannon com o Partido dos Trabalhadores Americanos, liderado por A.J. Muste, para formar o Partido dos Trabalhadores dos Estados Unidos (em inglês:  Workers Party of the United States, WPUS). O jornal foi sucedido por um jornal similar que serviu como órgão oficial do WPUS, chamado New Militant, editado por Cannon. Este jornal foi encerrado após cerca de 18 meses, quando a seção principal do WPUS se juntou ao Partido Socialista da América em massa em 1936 e foi substituído por uma nova publicação, Socialist Appeal, pelos trotskistas do SPA. Albert Goldman editou a publicação sediada em Chicago a partir de 1935, ele e outros trotskistas em Chicago aderiram ao SPA antes do resto do WPUS. Em 1937, o jornal foi transferido para a cidade de Nova York.

### Publicação atual
O Partido Socialista dos Trabalhadores foi fundado em 31 de dezembro de 1937 por trotskistas, após a expulsão da "facção do Apelo Socialista" do Partido Socialista da América. O jornal do SWP continuou a ser conhecido como Socialist Appeal até 1941, quando foi renomeado para The Militant. Esta publicação continuou sem interrupção.
Em 1964, o The Militant ganhou atenção indesejada quando foi revelado durante a Comissão Warren que Lee Harvey Oswald pediu à sua esposa, Marina Oswald Porter, que tirasse duas fotos dele por volta de 31 de março de 1963, posando em seu quintal segurando uma cópia do The Militant e outro jornal comunista, The Worker, em uma mão e o fuzil que ele usaria mais tarde, em 22 de novembro, para assassinar John F. Kennedy, na outra. Essas fotografias foram consideradas evidências importantes na investigação, pois provaram que o fuzil era dele. Na década de 1970, outra fotografia do mesmo foi encontrada e usada em uma investigação posterior em 1977.
No verão de 2005, o The Militant se tornou um jornal bilíngue, publicado em inglês e espanhol (El Militante), e com artigos principais e editoriais aparecendo em ambos os idiomas.